# Chant XXVII du Paradis
Le Chant XXVII du Paradis est le vingt-septième chant du Paradis de La  Divine Comédie du poète florentin Dante Alighieri. Il se déroule dans le Ciel des étoiles fixes et ensuite dans le Primum Mobile, où résident respectivement  les esprits triomphants et les hiérarchies angéliques ; nous sommes dans la soirée du 14 avril 1300 ou du 31 mars 1300.

## Thèmes et contenus

### Hymne des Saints à Dieu: versets 1-9
L'hymne s'ouvre sur un chant de louange à Dieu, « Gloire au Père, au Fils et au Saint-Esprit », auquel toutes les âmes participent en chœur et qui suscite chez Dante une louange de la vie heureuse au Paradis.

### Invectives de saint Pierre contre les Papes corrompus: versets 10-66
Mais le ton change bientôt : des quatre « visages » qui se trouvent devant le poète (saint Pierre, saint Jacques, saint Jean et Adam). Le premier commence à devenir plus rayonnant, passant de la blancheur du ciel de Jupiter à la rougeur du ciel de Mars, et, tandis que les autres âmes se taisent, il se lance dans une invective amère contre la Curie romaine :

« Ne soyez pas surpris si je change de couleur, car dès que je commencerai à parler, vous verrez d'autres esprits se transcender de la même manière. Celui qui usurpe sur terre mon siège, vide aux yeux du Christ, a fait du lieu où j'ai souffert le martyre, Rome, un cloaque de sang et de puanteur (guerre et corruption), tel que l'ange pervers des profondeurs de l'enfer (Lucifer) s'en réjouit. L'épouse du Christ (l'Église) n'est pas née de mon sang, du sang de saint Lin et de saint Anaclet, du martyre douloureux de Sixte, de Pie, de Callistus et d'Urbain pour que les papes s'enrichissent, mais pour obtenir la vie éternelle ; il n'était pas dans notre intention de favoriser certains, de nous opposer à d'autres, ni que mes clés soient utilisées comme un drapeau dans la guerre contre d'autres chrétiens, ni que ma propre image soit utilisée comme un sceau pour vendre des privilèges. Sur toute la terre, tu ne vois que des loups déguisés en bergers : ô défenseur de Dieu, pourquoi ne les punis-tu pas tous ? Déjà ils se préparent à boire notre sang caorsini (Jean XXII, un natif de Cahors) et guaschi (Clément V, un Gascon) : mais la haute Providence qui a sauvé Rome par Scipion interviendra bientôt ; et toi, mon fils (il s'adresse à Dante), quand tu reviendras dans le monde, ne tais pas ce que je ne tais pas. »

### Ascension de Dante vers le Premium Mobile: versets 67-120

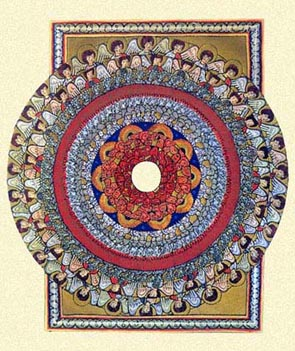
Peinture des neuf chœurs angéliques, tirée du bréviaire de Hildegarde de Bingen.

Cela dit, les bienheureux, comme la neige qui s'écoule vers le haut, montent vers le Premium Mobile, tandis que Dante, à l'invitation de Béatrice, tourne son regard vers le bas, vers la Terre, et se rend compte que le ciel s'est déplacé d'un demi-arc (90 degrés), c'est-à-dire que 6 heures se sont écoulées : Ainsi, Dante voit d'un côté Cadix et l'océan Atlantique parcouru par Ulysse dans son « vol fou », de l'autre la côte phénicienne où Jupiter a enlevé Europe, et il aurait vu encore plus si le soleil, avancé entre-temps de plus d'un signe zodiacal (30 degrés), n'avait pas laissé dans l'ombre le « reste de ce parterre ». Mais Dante est trop amoureux pour supporter de ne pas regarder sans cesse Béatrice, et c'est ainsi qu'il revient l'observer, si resplendissante dans son sourire que toutes les beautés de la nature et de l'art sembleraient n'être rien en comparaison : et la puissance de son regard le sépare du « nid de Léda »  (c'est-à-dire de la constellation des Gémeaux, Castor et Pollux, fils de Léda et du cygne) et le fait monter plus rapidement vers les cieux.
Les parties du Premium Mobile sont uniformes dans leur luminosité, de sorte que Dante ne peut comprendre où Béatrice l'a emmené, mais celle-ci, voyant son désir, lui répond : « La structure de l'univers, qui fait que la Terre reste immobile au centre et se déplace tout autour, c'est ici qu'elle commence et c'est ici qu'elle tend à revenir ; et ce ciel réside dans l'esprit divin, d'où naît l'amour qui le fait tourner et le pouvoir de faire tourner aussi les cieux d'en bas : la Lumière et l'Amour le comprennent, comme il comprend en lui-même les autres cercles, et de quelle nature il est, seul Celui qui l'entoure (Dieu) peut le savoir. Son mouvement n'est pas mesuré, mais c'est le mouvement des autres cieux qui est mesuré par lui, de même que le 10 est mesuré par son milieu (5) et son cinquième (2) : c'est là que se trouvent les racines du temps, qui tient ses branches dans les autres cieux. »

### Complainte et Prophétie de Béatrice: versets 121-148
Ayant terminé ce passage doctrinal, Béatrice commence immédiatement par la deuxième invective du Chant :

« Ô convoitise qui fait sombrer les mortels, si bien que personne n'est capable de lever les yeux au-dessus de ses propres convoitises ! Le désir du Bien s'épanouit chez l'homme, mais la pluie continue de l'avidité transforme les bons fruits en bozzacchioni, c'est-à-dire en baies immangeables : ce n'est donc que chez les enfants que l'on trouve la foi et l'innocence, mais ils fuient avant que leur barbe ne commence à pousser. L'un, encore nourrisson, est sobre, puis se gave de nourriture sans même observer les périodes de jeûne et d'abstinence ; l'autre, enfant, aime et écoute sa mère, qu'il souhaite ensuite voir enterrée. C'est ainsi que la peau blanche de la belle fille de celui qui vient le matin et repart le soir devient noire. Mais il ne faut pas s'en étonner si l'on considère qu'il n'y a personne sur terre qui gouverne convenablement l'humanité : bientôt, cependant, l'influence des cieux renversera la vapeur, de sorte que la flotte de l'humanité filera droit devant, et de la fleur jaillira un vrai fruit. »

## Analyse
Le Chant XXVII s'ouvre par un hymne à la gloire qui entraîne un changement de ton et de contenu par rapport aux trois Chants précédents (XXIV, XXV et XXVI), qui ont un caractère doctrinal plus marqué : il y a une pause qui s'estompe rapidement pour laisser place au ton dramatique des deux invectives. Elles se rejoignent par de nombreux aspects, comme l'imposante ornementation rhétorique (richesse des figures de rhétorique, latinismes fréquents), les références à la Bible, et surtout la structure, toutes deux fermées par une prophétie, topos récurrent dans toute la Divine Comédie mais qui prend ici un caractère plus nuancé : Il s'agit en fait de prophéties indirectes, puisque Dante ne peut évidemment pas connaître l'avenir, mais elles ont surtout pour fonction de donner une perspective positive, non pas reportée à l'au-delà mais placée dans l'au-delà : elles proposent toutes deux un meilleur gouvernement, le premier spirituel, celui de la papauté, le second terrestre, celui de l'Empire, à réaliser sur terre, car les hommes doivent lutter activement pendant leur vie et ne pas se préoccuper exclusivement de ce qui se passera après la mort. On notera dans les propos de saint Pierre la triple anaphore « ma place », qui légitime les paroles de protestation du premier pontife, ainsi que la métaphore des « loups rapaces » qui rappelle, en l'inversant, la célèbre image biblique du bon berger, tirée de l'Évangile de Matthieu : à la fin de cette protestation, Dante fait donner au saint une investiture solennelle qui confirme et corrobore celle déjà reçue de Cacciaguida dans le Chant XVII, et qui semble être rappelée par antithèse par la mention d'Ulysse et de son « passage / insensé », qui avait franchi les limites divines fixées par les Colonnes d'Hercule, rappel qui pourrait également faire écho dans le verset 146, dans le fait que le navire inverse la proue avec la poupe, mais cette fois non pas de manière catastrophique, mais pour orienter sa course vers une fin meilleure (pour ce thème, voir le Chant XXVI de l'Enfer). Cette seconde prophétie, qui clôt le discours de Béatrice, n'annonce donc plus une intervention d'en haut (de la Providence divine), mais semble s'adresser directement aux hommes par une parenesis (exhortation au lecteur).